# EBS 수능특강 수리영역 수학 Ⅰ
EBS 수능특강 수리영역 수학 Ⅰ는 EBS 플러스 1에서 방송되었던 수능 강의 프로그램이다.
01. 지수
02. 로그
03. 상용로그
04. 행렬의 덧셈, 뺄셈, 실수배
05. 행렬의 곱셈
06. 역행렬과 연립일차방정식
07. 등차수열
08. 등비수열
09. 여러 가지 수열
10. 수학적귀납법과 순서도
11. 반쪽 모의고사
12. 무한수열의 극한
13. 무한급수
14. 지수함수
15. 로그함수
16. 경우의 수와 순열
17. 여러 가지 순열
18. 조합
19. 확률의 덧셈정리
20. 확률의 곱셈정리
21. 이산확률분포
22. 연속확률분포
23. 통계적 추정
24. 반쪽 모의고사